# Purwakarta (ort i Indonesien)
Purwakarta (indonesiska: Kota Purwakarta) är en ort i Indonesien.   Den ligger i provinsen Jawa Barat, i den västra delen av landet, 80 km sydost om huvudstaden Jakarta. Purwakarta ligger 86 meter över havet och antalet invånare är 215 803. Den ligger vid sjön Situ Buleud.
Terrängen runt Purwakarta är platt åt nordost, men åt sydväst är den kuperad.Runt Purwakarta är det mycket tätbefolkat, med 1 018 invånare per kvadratkilometer. Purwakarta är det största samhället i trakten. Omgivningarna runt Purwakarta är en mosaik av jordbruksmark och naturlig växtlighet.